# Kurt Lanthaler
Kurt Lanthaler (* 9. November 1960 in Bozen) ist ein Südtiroler Schriftsteller.
Seit 1986 arbeitet Lanthaler als freier Autor und lebt in Berlin. Neben Romanen schreibt er Erzählungen, Theaterstücke, Drehbücher und Kurzgeschichten. Lanthaler ist Mitglied der deutschsprachigen Kriminalautorengruppe Syndikat, der Grazer Autorenversammlung und Gründungsmitglied der Südtiroler Autorenvereinigung SAV. Des Weiteren war er 1981 Mitbegründer und Mitarbeiter an den zwei ersten Nummern der Kulturzeitschrift Distel. 1999 übersetzte er seinen ersten Roman aus dem Italienischen.
Bekannt wurde er mit seinen Tschonnie-Tschenett-Krimis. Sie handeln von einem nichtsnutzigen LKW-Fahrer, welcher in der Welt herumgekommen ist und, ohne es zu wollen, immer wieder in skurrile Fälle verwickelt wird. Der Tote im Fels, 1993 „Startschuss zur Kult-Krimireihe“, der „inzwischen als Klassiker gilt“, wurde 2021 ins Italienische übersetzt.
Außerdem übersetzt Lanthaler im deutschsprachigen Raum weitgehend unbekannte italienische Romane. Des Weiteren arbeitete er beim Film als Beleuchter und ist Mitglied der Bethlehem Revival Band.
2006 war Kurt Lanthaler für Libretto und Video der Oper Rasura von Manuela Kerer, aufgeführt u. a. 2007 am Landeskonservatorium Innsbruck, verantwortlich.

## Auszeichnungen
- 1980: Preis für Kurzgeschichte des PEN-Clubs Liechtenstein
- 1985: Österreichisches Nachwuchsstipendium für Literatur
- 1995: Sonderpreis im Rahmen des „Preises der Arbeit“ der Arbeiterkammer Kärnten
- 1996: Staatsstipendium für Literatur der Republik Österreich
- 1998: Alfred-Döblin-Stipendium der Akademie der Künste (Berlin)
- 1999: Dritter Platz für Azzurro beim 15. Deutschen Krimi-Preis
- 2001: Jubiläumsfonds der LiterarMechana, Wien
- 2002: Künstlerhaus Schloß Wiepersdorf

## Werke (Auswahl)
als Autor
- Der Tote im Fels. Ein Tschonnie-Tschenett-Roman. Haymon Verlag, Innsbruck 1993, ISBN 978-3-85218-130-1.
- Grobes Foul. Ein Tschonnie-Tschenett-Roman. Haymon Verlag, Innsbruck 1993, ISBN 978-3-85218-148-6.
- Herzsprung. Ein Tschonnie-Tschenett-Roman. Haymon Verlag, Innsbruck 1995, ISBN 978-3-85218-201-8.
- Azzurro. Ein Tschonnie-Tschenett-Roman. Haymon Verlag, Innsbruck 1998, ISBN 978-3-85218-276-6.
- Napule. Ein Tschonnie-Tschenett-Roman. Haymon Verlag, Innsbruck 2002, ISBN 978-3-85218-401-2.
- Heiße Hunde. Hirnrissige Geschichten und ein Stück Karibik. Haymon Verlag, Innsbruck 1997, ISBN 978-3-85218-251-3.
- Weißwein und Aspirin. Hirnrissige Geschichten. Diogenes, Zürich 2002, ISBN 978-3-257-23318-6.
- Offene Rechnungen. Anoichtoi Logariasmoi. Zwölf Gedichte und vier Geschichten (deutsch/italienisch/neugriechisch). Haymon Verlag, Innsbruck 2000, ISBN 978-3-85218-341-1.
- Südtiroler Wein Lesen. Beschreibungen, Fotografien, Literatur (gem. mit Wolfgang Maier und Jochen Wermann). Haymon Verlag, Innsbruck 2003, ISBN 978-3-85218-367-1.
- himmel & hoell. 84 strofen & 84 bilder fuer 84 stufen Lyrik-Installation (gem. mit Peter Kaser). Haymon Verlag, Innsbruck 2003, ISBN 978-3-85218-442-5.
- Das Delta.  Haymon Verlag, Innsbruck 2007, ISBN 978-3-85218-547-7.
- Zur Seefahrt aus Sehnsucht. Walkwerk Verlag, Zürich 2008, ISBN 978-3-905863-03-1.
- Rasura Libretto zu einer semi-phantastischen Oper in 3 Akten, Aufführung Innsbruck 2007
- Goldfishs reisen um die halbe welt.  Haymon Verlag, Innsbruck 2011, ISBN 978-3-85218-734-1.
- Grobes Foul. Ein Tschonnie-Tschenett-Roman. HaymonTb, Innsbruck 2010, ISBN 978-3-85218-831-7.
- Der Tote im Fels. Ein Tschonnie-Tschenett-Roman. HaymonTb, Innsbruck 2011, ISBN 978-3-85218-883-6.
- Der Nörgg, das Purzinigele und die Nichte der Nixe. Sagen aus Südtirol. Ill.: Gino Alberti. Bozen/Wien: Folio Verlag, 2021. ISBN 978-3-85256-838-6
- Vorabbericht in Sachen der Zona Cesarini. Roman. Bozen/Wien: Folio Verlag, 2024.  ISBN  978-3-85256-896-6

als Übersetzer
- Roberto Alajmo: Mammaherz. Roman („Cuore di madre“). Haymon Verlag, Innsbruck 2008, ISBN 978-3-85218-570-5.
- Peppe Lanzetta: Roter Himmel über Napoli. Roman („Un messico napoletano“). Haymon Verlag, Innsbruck 1999, ISBN 3-85218-277-8.
- Peppe Lanzetta: Die Sehnsucht des Cattivotenente. Ein Roman aus Neapel („Tropico di Napoli“). Haymon Verlag, Innsbruck 2003, ISBN 3-85218-415-0.

## Verfilmungen
- Das Kettenkarussell. Kurzfilm fürs Kino 2004 (aus Weisswein und Aspirin).

## Medien
- Katrin Hartmann (Regie): Kriminalgeschichten – Mord am Brenner. Schriftsteller Kurt Lanthaler. Bayerisches Fernsehen am 1. Januar 2002.

## Einzelbelege
1. ↑  GAV-Mitglieder
2. ↑  SAAV Geschichte. SAAV, abgerufen am 24. Oktober 2021.
3. ↑  Kurt Lanthaler. In: Lexikon Literatur in Tirol. Abgerufen am 24. Oktober 2021.
4. ↑  Ab 1986 distel. Zeitschrift für Kultur und aktuelle Fragen, ab 1997 Kulturelemente. Zeitschrift für aktuelle Fragen.
5. ↑  Tschonnie-Tschenett auf Italienisch. Edizioni alpha beta Verlag macht den wohl bekannteste Antihelden Südtirols nun auch italienischsprachigen Leser*innen zugänglich. In: Die Neue Südtiroler Tageszeitung online. 7. April 2021, abgerufen am 24. Oktober 2021.
6. ↑  (pen): Kein Smalltalk mit dem Figaro. "Rasura" von Manuela Kerer und Kurt Lanthaler am Landeskonservatorium, Innsbruck. In: Der Standard. 27. Februar 2007, abgerufen am 24. Oktober 2021.
7. ↑  Kurt Lanthaler. SAAV, abgerufen am 24. Oktober 2021.

| Personendaten    | Personendaten                           |
| ---------------- | --------------------------------------- |
| NAME             | Lanthaler, Kurt                         |
| KURZBESCHREIBUNG | italienischer Schriftsteller (Südtirol) |
| GEBURTSDATUM     | 9. November 1960                        |
| GEBURTSORT       | Bozen, Südtirol                         |